# Movila Banului
Movila Banului é uma comuna romena localizada no distrito de Buzău, na região de Valáquia. A comuna possui uma área de 57.64 km² e sua população era de 2677 habitantes segundo o censo de 2007.